# Plocama crucianelloides
Plocama crucianelloides là một loài thực vật có hoa trong họ Thiến thảo. Loài này được (Jaub. & Spach) M.Backlund & Thulin mô tả khoa học đầu tiên năm 2007.